# Cattedrale della Trinità (Miami)
La cattedrale della Trinità (in inglese: Trinity Cathedral) è una cattedrale episcopale situata a Miami, in Florida, Stati Uniti d'America. La chiesa è sede della diocesi episcopale della Florida sud orientale.

## Storia
La Missione della Trinità venne fondata il 12 giugno 1896, più di un mese prima che la città fosse costituita. Nel 1904 la missione divenne autonoma e ottenne lo status di parrocchia. La chiesa di legno venne sostituita nel 1912 da un'imponente chiesa in pietra a due piani.
Nel 1923 la congregazione acquistò un terreno per realizzare una nuova chiesa che fosse abbastanza grande da ospitare mille e cento fedeli. La chiesa fu progettata dall'architetto locale Harold Hastings Mundy, la costruzione terminò nel luglio del 1925. Muncy combinò gli stili romanico e bizantino con elementi di architettura all'italiana per dare all'edificio un aspetto mediterraneo.
Nel 1970 i delegati al primo congresso della nuova diocesi episcopale del Sud-Est della Florida hanno votato l'erezione della chiesa a cattedrale sede della diocesi. Nel 1980 la cattedrale è stata inserita nel Registro Nazionale dei luoghi storici degli Stati Uniti.